# Мувир'яг
Мувир'я́г (рос. Мувыръяг) — присілок в Балезінському районі Удмуртії, Росія.

## Населення
Населення — 3 особи (2010; 7 в 2002).
Національний склад станом на 2002 рік:
- росіяни — 86 %